# ویلاز (نیوجرسی)
ویلاز (به انگلیسی: Villas) یک منطقهٔ مسکونی در ایالات متحده آمریکا است که در شهرستان کیپ می، نیوجرسی واقع شده‌است. ویلاز ۱۰٫۱۲۴ کیلومتر مربع مساحت و ۹٬۴۸۳ نفر جمعیت دارد و ۵ متر بالاتر از سطح دریا واقع شده‌است.